# Дембовский, Леон (политик)
Леон Дембовский (пол. Leon Dembowski; 16 октября 1789, Пулавы, Люблинское воеводство — 11 января 1878, Варшава) — польский государственный деятель и автор дневников. Отец философа и писателя Эдварда Дембовского, одного из организаторов Краковского восстания 1846 года.

## Биография
Родился в 1789 году в Пулавах. Выходец из шляхетского рода Дембовских герба Елита. Сын кавалериста, кавалера ордена Святого Станислава Юзефа Дембовского и его жены Констанции, урождённой Нарбут. Хотя семья Дембовских была достаточно зажиточной (в частности, Дембовский-старший владел поместьем Гармаки) она была тесно связана с более влиятельным магнатским родом Чарторыйских. Даже местом рождения Леона Дембовского были Пулавы, где находился дворец Чарторыйских.
Во время похода Наполеона на Россию Дембовский находился в Люблине и отвечал за организацию войск национальной гвардии и пополнений для наполеоновской армии. В 1815 году состоял одним из руководителей люблинской масонской ложи «Возвращённая свобода».
В Царстве Польском Дембовский был депутатом Сейма Царства Польского, в 1825 году был награждён орденом Святого Станислава 2-й степени, а в 1830 году получил звание сенатора-каштеляна.
Однако, уже в том же 1830 году Дембовский примкнул к участникам Польского восстания. В декабре 1830 года стал одним из пяти членов Верховного национального совета — своего рода директории во главе с Чарторыйским, созданной повстанцами.
25 января следующего, 1831 года, подписал акт о низложении императора Николая I с престола, как царя Польши.
С июня 1831 года занимал в самопровозглашённом правительстве Чарторыйского должность министра финансов.
В конечном итоге, Дембовский вернулся на российскую государственную службу и являлся членом Государственного совета Царства Польского в 1861—1867 годах. Он владел несколькими поместьями, которые приносили ему неплохой доход.
Скончался в 1878 году и был похоронен на кладбище Старые Повонзки в Варшаве.
Дембовский оставил обширные дневники, которые являются полезным историческим источником.